# Енде (художниця)
Енде (ісп. Ende; X ст — XI ст.) або Ен (ісп. En) — перша іспанська жінка-ілюмінатор рукописів, яка задокументувала свою роботу за допомогою напису: ENDE PINTRIX ET D(E)I AIUTRIX у колофоні Gerona Beatus. Більшість інформації про неї зводиться до напису на її роботах, оскільки інших записів не було. Час її життя невідомий, але можна припустити, виходячи з епохи напису в Gerona Beatus: 975 р. н. е. Звернення «dei aiutrix» натякає на те, що вона, ймовірно, була черницею, проте не встановлено, що було її фундацією. У рукописах можна розрізнити кілька рук. Головним писарем був священик на ім'я Старший. Історики також приписують елементи рукописів Еметрію, чий стиль можна порівняти з більш ранніми підписаними роботами. Однак, ґрунтуючись на атрибутах стилю живопису, деякі теоретики роблять висновок, що майже всі ілюстрації до рукописів були виконані Енде.

## Gerona Beatus

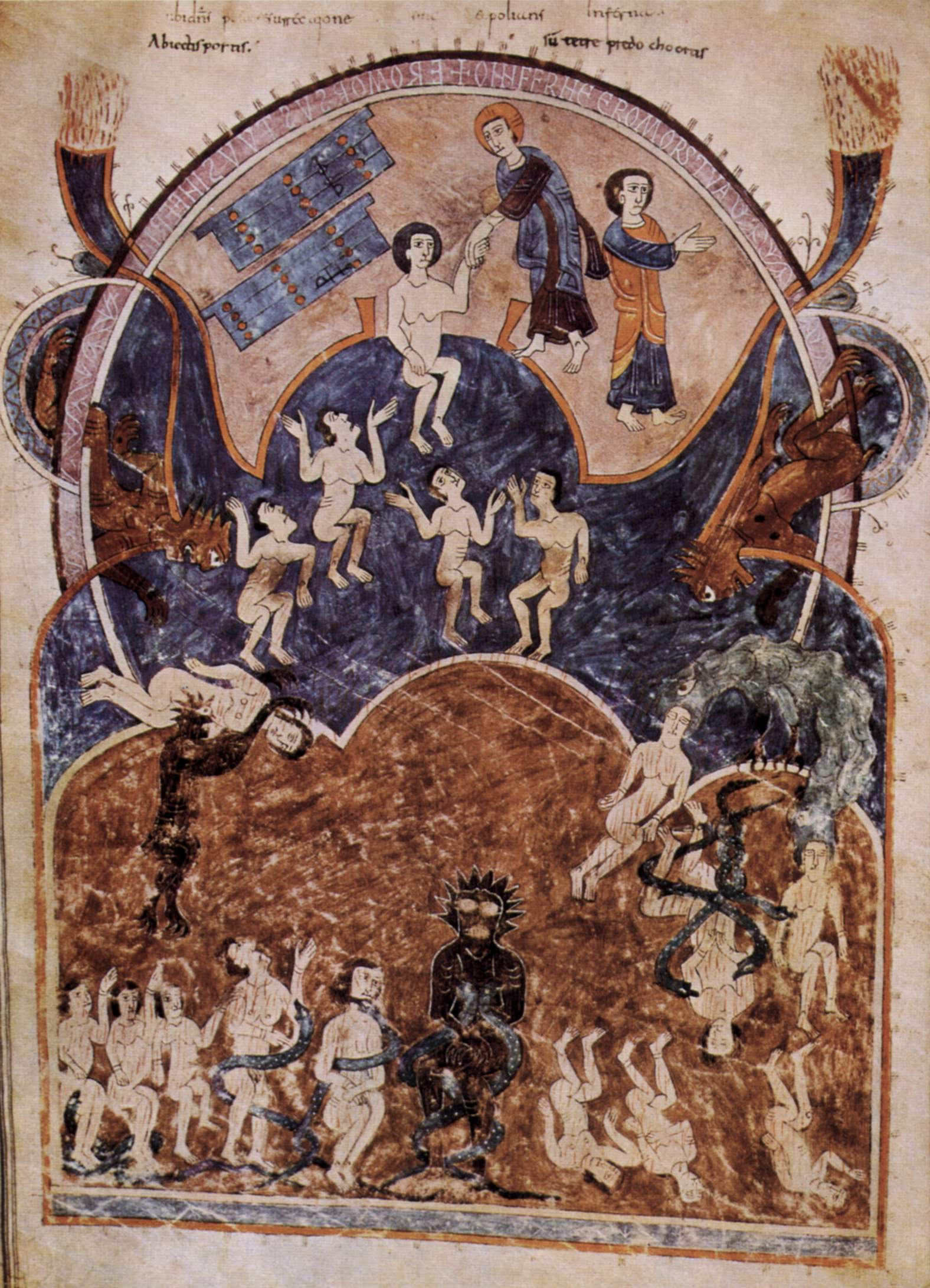
Страшний суд, намальований Енде (Gerona Beatus)

Енде разом із ченцем Еметерієм працювала над кодексом X століття, відомим як Gerona Beatus. Кодекс містить Коментар до Апокаліпсису іспанського монаха Беата Льєбанського, з якого відомо 26 ілюстрованих копій, у поєднанні з коментарем Ієроніма до Книги Даниїла. Ймовірно, Gerona Beatus створили в Табарському монастирі на північному заході Іспанії та робота над нею завершилась 6 липня 975 року.
Ілюмінація зображує апокаліптичне бачення св. Іоанна Богослова з Книги Одкровення в мосарабському стилі. Цей стиль виник в Іспанії після мусульманського завоювання, поєднуючи риси ісламського мистецтва з декоративними традиціями, такими як акцент на геометрії, насичених кольорах, орнаментованих фонах та стилізованих фігурах.
Існують суперечки щодо того, чи Енде виконала більшу частину роботи, чи вона лише допомагала Еметерію з тим, що вважалося «жіночими» навичками, такими як оздоблення та делікатні зображення. Відомо, що Еметерій працював над попередньою версією коментаря Беата Льєбанського, відомою під назвою «Tabara Beatus». Однак порівняння стилів ілюстрацій двох кодексів показує стабільні важливі відмінності, які вказують на вплив  Енде. Зокрема, Енде, здається, часто використовував багатошарове тло. Це техніка, яка зустрічається в мистецтві, коли зображення поділяється на три частини. У випадку Енде, вона розділила тло на небо, горизонт людського світу та приземлений рівень світу. Крім того, кольори в «Gerona Beatus» більш інтенсивні, ніж у «Tabara Beatus», зі значним використанням жовтого, темно-синього та оранжевого.

## Подальше читання
- Chadwick, Whitney, Women, Art, and Society, Thames and Hudson, London, 1990
- Harris, Anne Sutherland and Linda Nochlin, Women Artists: 1550—1950, Los Angeles County Museum of Art, Knopf, New York, 1976